# Delta IV

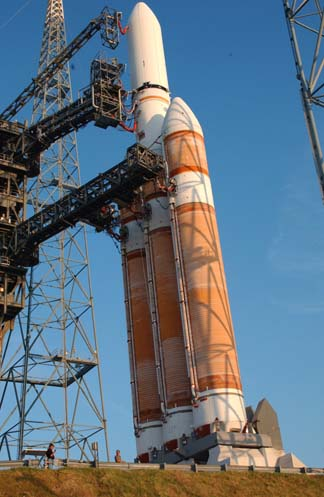
Delta-4 Heavy rakéta az indítóállványon

A Delta IV amerikai hordozórakéta-család, a Delta rakétacsalád legújabb tagja, amelyet a Boeing fejlesztett ki. 2002-ben repült először, pályára állította az európai Eutelsat W5 távközlési műholdat. A Delta IV legfontosabb része a CBC (Common Booster Core) központi fokozat, amire a gyorsítórakétákat és a többi fokozatot szerelik. A legerősebb változat a Delta IV Heavy, amelynek gyorsítórakétái is CBC fokozatok. A Delta rakétákat az 1950-es években kezdték fejleszteni, azóta több változat is elkészült.

### Magyar oldalak
- Mérsékelt sikerrel zárult a Boeing óriásrakétájának repülése (2004. december 23.)

### Külföldi oldalak
- Boeing Delta 4